# Dư vị

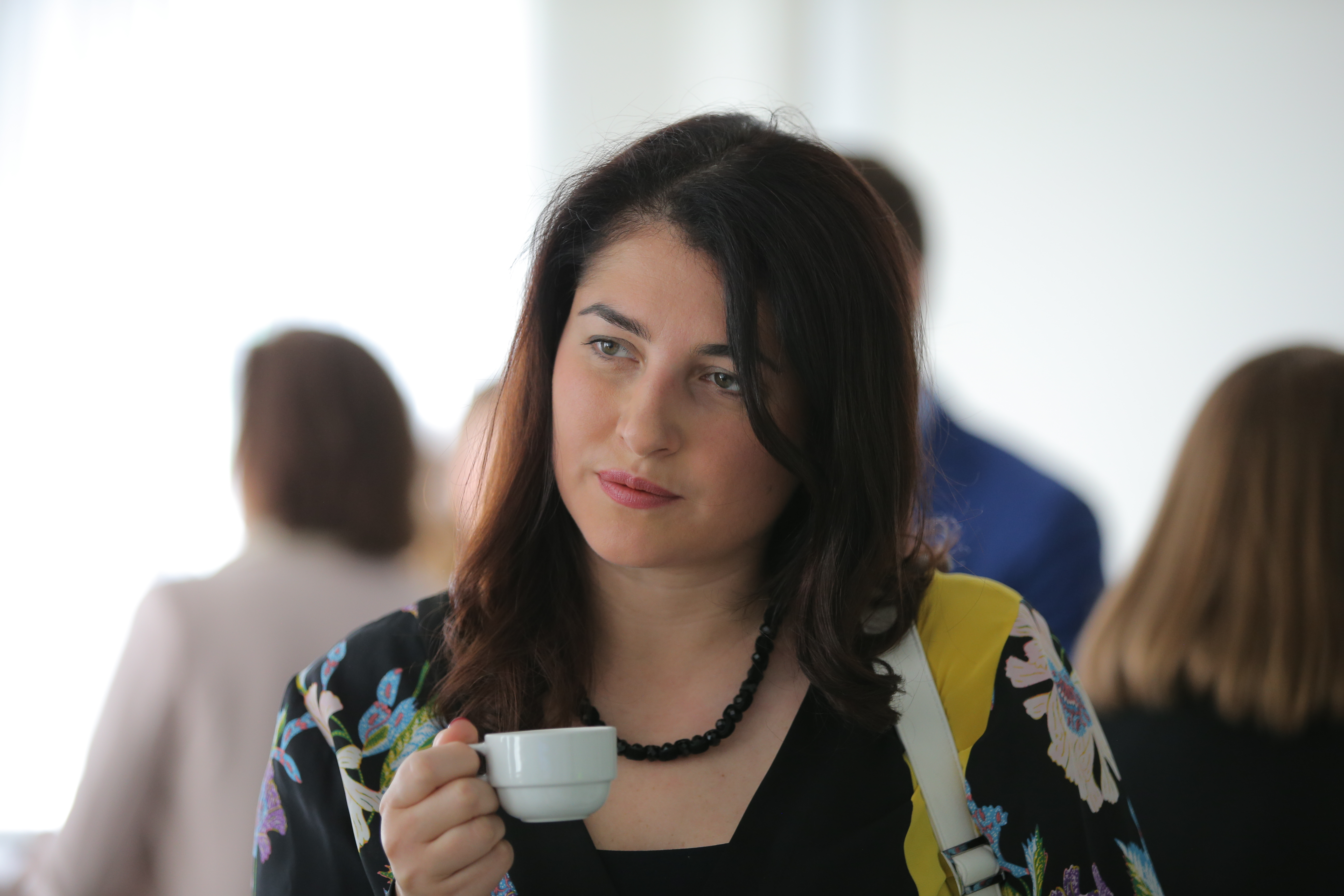
Một phụ nữ nhâm nhi ly cà phê để cảm nhận vị đắng sau khi nhấp một ngụm

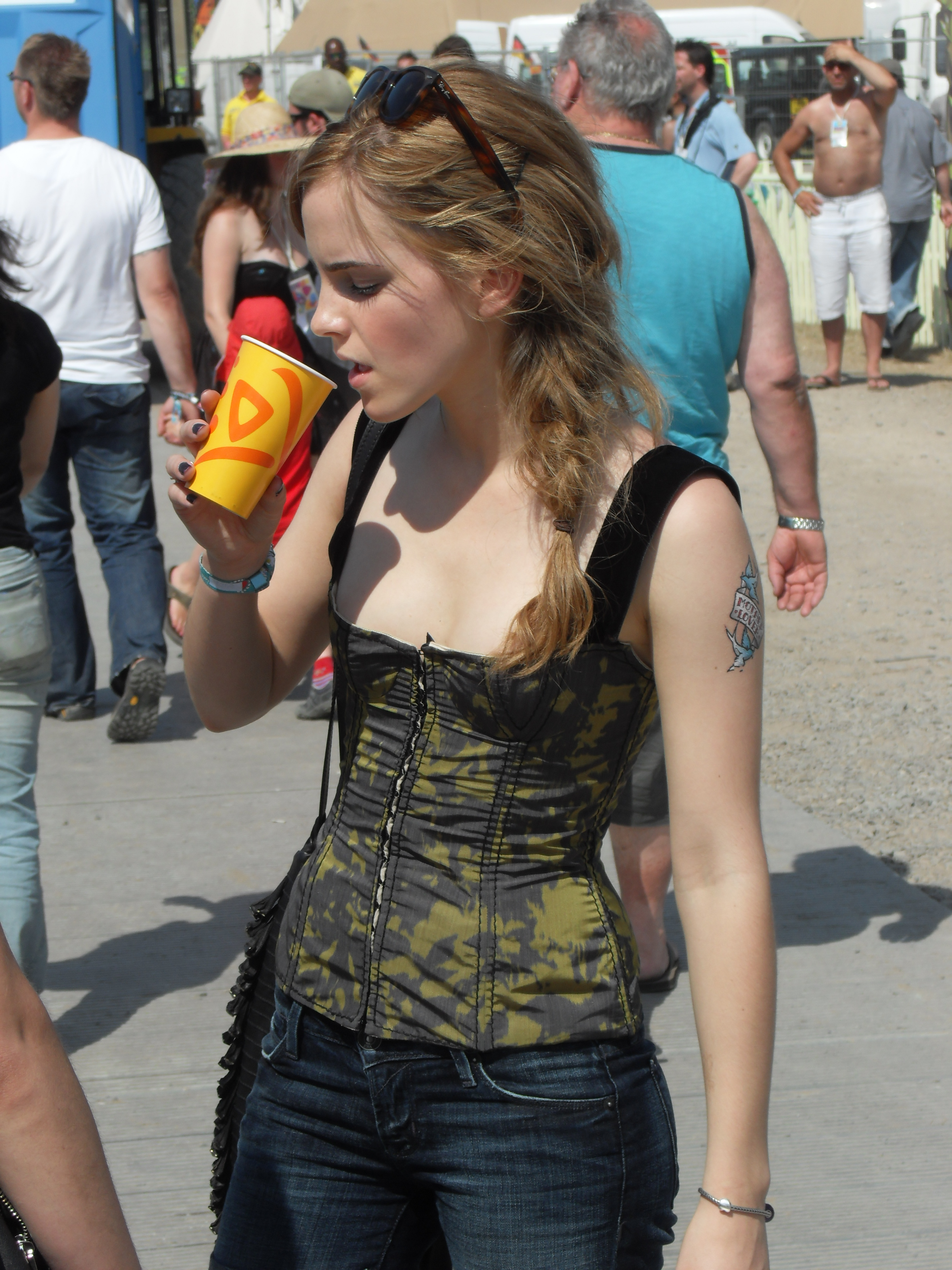
Biểu cảm của nữ diễn viên Emma Watson sau khi uống đồ uống

Dư vị (Aftertaste) là cảm giác vị còn lưu lại sau khi nếm. Trong ẩm thực, dư vị hay hậu vị là cường độ hương vị của thức ăn hoặc đồ uống được cảm nhận ngay sau khi thức ăn hoặc đồ uống đó được lấy ra khỏi miệng hoặc đã nuốt trôi xuống họng. Dư vị của các loại thực phẩm và đồ uống khác nhau có thể thay đổi theo cường độ và theo thời gian, nhưng đặc điểm chung nhất của dư vị là nó được cảm nhận lưu lại sau khi thực phẩm hoặc đồ uống được nuốt hoặc nhổ ra.
Các đồ uống có cồn như rượu, bia, rượu mạnh (whisky) có dư vị rất mạnh, các loại thực phẩm có nhiều gia vị, chẳng hạn như ớt hạt tiêu, hoặc thực phẩm Ấn Độ (như cà ri) cũng có dư vị cay nồng. Các đồ uống khác như trà, cà phê thường để lại dư vị/hậu vị thoảng nhẹ tùy theo cảm nhận. Các cơ chế sinh học thần kinh của việc truyền tín hiệu vị giác (và dư vị) từ các thụ thể vị giác trong miệng đến não vẫn chưa được hiểu đầy đủ thấu đáo. Tuy nhiên, khu vực xử lý hương vị chính nằm ở thùy đảo đã được quan sát thấy có liên quan đến nhận thức dư vị.
Đặc điểm của dư vị thực phẩm là chất lượng thực phẩm, cường độ và thời gian, chất lượng thực phẩm sẽ mô tả hương vị thực tế của một loại thực phẩm và cường độ truyền đạt mức độ của hương vị đó. Thời lượng mô tả cảm giác dư vị của thức ăn kéo dài bao lâu. Thực phẩm có dư vị kéo dài thường có thời gian cảm giác dài. Vì cảm nhận vị giác là duy nhất đối với mỗi người, tùy vào sự tinh tế và cảm nhận, nhưng dù vậy các mô tả về chất lượng và cường độ vị giác đã được tiêu chuẩn hóa, đặc biệt là để sử dụng trong các nghiên cứu khoa học.
Đối với chất lượng hương vị, thực phẩm có thể được mô tả bằng các thuật ngữ thường được sử dụng "ngọt", "chua", "mặn", "đắng", ngũ vị ("umami") hoặc "không có vị" (vô vị). Mô tả về nhận thức dư vị chủ yếu dựa vào việc sử dụng những từ này để truyền đạt hương vị được cảm nhận sau khi lấy thức ăn ra khỏi miệng. Mô tả về cường độ hương vị cũng có thể thay đổi giữa các cá nhân, tùy vào sự sành điệu và gu ẩm thực của từng người. Các biến thể của Thang tỷ lệ danh mục Borg hoặc các số liệu tương tự khác thường được sử dụng để đánh giá cường độ của thực phẩm. Các loại thực phẩm có dư vị riêng biệt được phân biệt theo thời gian cảm nhận mùi vị của chúng trong và sau khi ăn xong.